# Les VRP
Les VRP es un grupo de rock francés paródico, creado en Parìs en 1988.

## Historia
En 1988 los cinco integrantes fundan la banda Les VRP, sobresaliendo por su indumentaria y su música mezclada con teatro de calle. Se hicieron conocidos gracias al estribillo Alexandrie de Claude-François, tocado en el programa Génération Rock.
El grupo comenzó entonces a grabar sus propias canciones editan su primer álbum. En 1990 lanzan su segundo álbum y comienzan una gira internacional con un acompañamiento creciente del público. El tercer y último álbum fue lanzado en 1992, cuando deciden terminar su carrera en su momento de mayor éxito. El recital despedida fue en 1993, en el Zénith de Montpellier; al finalizaron rompieron sus instrumentos.

### Miembros
- Marc, percusiones
- Gilbert, guitarra
- Gilberd, teclado infantil
- Stefane, contre-bassine
- Fabrice, guitarra

### Instrumentos y técnica
Los VRP tocaron sobre instrumentos tradicionales como guitarras o acordeón pero sobre todo tocaron con sus propios instrumentos fabricados por ellos mismos: la contre-bassine hecha con un mango de escoba, un cubo y cuerdas metálicas, las percusiones de Marc eran cucharas.
Su estilo musical es difícil de encasillar. Su estilo se acerca de la canción popular francesa pero con cierta semejanza al rock. (Véase también "Gypsy Jazz").

### Discografía
- Remords et Tristes Pets, 1989
- Retire les Nains de tes Poches, 1990
- Vacances Prolongées, 1992

- Datos: Q3235967